# S bolestí druhých před očima
S bolestí druhých před očima (anglicky Regarding the Pain of Others) je sbírka esejů americké spisovatelky a kulturní teoretičky Susan Sontag, vydaná v roce 2003. Jedná se o pokračování její první sbírky O fotografii (On Photography) z roku 1977.
Toto dílo zkoumá složité otázky etiky při sledování válek prostřednictvím fotografií a mediálního zobrazování utrpení. Autorka analyzuje, jak obrazy války a násilí formují vnímání bolesti druhých lidí. Často snižují jejich hodnotu nebo vzdalují diváka od skutečných emocí. Sontag se zaměřuje na morální odpovědnost jak fotografů, tak diváků, a kritizuje objektivizaci lidského utrpení. 

## Charakteristika sbírky
V eseji Sontagová řeší problematiku citlivosti diváků vůči zobrazovanému násilí. Kritizuje nadměrné spoléhání na vizuální reprezentace a varuje před jejich možným zneužitím pro manipulaci. Mezi tématy jsou také otázky etiky a role médií. Autorka poukazuje na odlišné vnímání utrpení různými kulturami.
Eseje obsahují konkrétní odkazy na historické události, například na válku v bývalé Jugoslávii nebo na ukrajinský hladomor (Holodomor). Sontagová zdůrazňuje význam uvědomění si kolektivního a individuálního utrpení pro pochopení historie a současnosti.
V knize autorka popisuje své názory na fotografii jako etický akt a zdůrazňuje její intelektuální a emocionální aspekty. Odhaluje myšlenky fotografie nejen jako formy umění, ale také jako nástroje, který může odhalit sociální a politické pravdy.
Analyzuje, zda fotografie mají stejnou transformační sílu jako jiné formy komunikace, například narativy. Sontagová uznává, že i když fotografie mohou být velmi emocionálně silné, nejsou schopny předat úplný obraz: "Fotografie mohou vyvolat emocionální reakci, ale nemohou vyprávět celou historii. Poskytují pouze část pravdy, a aby tato část byla pochopena, je potřebný kontext." Tato myšlenka je zásadní pro pochopení, proč fotografie, i když jsou velmi emocionálně nabité, nejsou vždy schopné změnit naše porozumění sociálním událostem. Mohou vyvolat šok, ale ne vždy vedou k hlubší reflexi nebo změnám v chování.

## Význam
Texty kladou otázky, jak lidé interagují s fotografiemi, zejména pokud jde o utrpení a násilí. Kniha upozorňuje na důležitost zvažování nejen samotné fotografie, ale i kontextu, v němž byla pořízena, a způsobu, jak je vnímána ve společnosti. Sbírka ovlivňuje základy diskuse o tom, jak obrazy násilí šířené na internetu mohou posilovat nebo oslabovat vnímání důležitých společenských temat. Zobrazování utrpení kvůli zájmům médií se stalo zásadním tématem výzkumů sociálních médií, kde se často objevují obrazy násilí, vedoucí k fenoménu "vizuální spotřeby" tragédií bez reálných důsledků.
Rusko-ukrajinská válka po ruské invazi v roce 2022 přímo potvrzuje teze Sontagové o vlivu obrazů na formování veřejného mínění a etických reakcí. Autorka ve svém textu implicitně ukazuje, jak mediální obrazy mohou být použity k dokumentaci, ale take k manipulaci. V připadě ukrajinské války fotografie a videa slouží k mobilizaci mezinárodní podpory a odhalování válečných zločinů.

## Obsah jednotlivých esejů

### První esej
Kdo jsme jako diváci utrpení? Sontagová otevírá knihu otázkou Virginie Woolfové "Jak podle vás zabránit válce?" z sbírky esejů Three Guineas. Odpověď zní: aby bylo možné válku ukončit, musíme ji vidět. Diskutuje, že vnímání válečných obrazů závisí na tom, kdo je sleduje. Zohledňuje sociální, kulturní a politické rozdíly, které ovlivňují, jak jednotlivci interpretují fotografie násilí a utrpení. Zmiňuje Roberta Capu, známého svými fotografiemi z občanské války ve Španělsku, a zdůrazňuje, jak práce takových fotografů ovlivňuje naše vnímání válek. Jejich snímky se často stávají ikonickými.

### Druhý esej
Zmatek mezi skutečností a reprezentací. Druhá kapitola analyzuje, jak mediální zobrazování událostí, jako byl teroristický útok 11. září, může vést k nejasnostem mezi realitou a jejím zprostředkováním. Sontagová zkoumá vliv masové kultury na vnímání skutečných událostí. Analyzuje práce Mathewa Bradyho a Timothyho O'Sullivana, fotografů z dob americké občanské války, jejichž snímky byly někdy inscenované.

### Třetí esej
Empatie versus vztek. V této kapitole Sontagová rozebírá díla Francisca Goyi, zejména jeho sérii leptů Hrůzy války (The Disasters of War), které odhalují válečné zločiny. Srovnává je s fotografiemi z americké občanské války a zkoumá, jak různé formy umění – fotografie a malba – mohou ovlivnit morální a emocionální reakce diváka. Ukazuje rozdíl mezi dokumentací a dramatizací násilí.

### Čtvrtý esej
Fotografie jako propaganda. Sontagová zkoumá, jak válečné fotografie mohou být manipulovány k politickým účelům. Vládní cenzura nebo marketingová logika často mění význam snímků. Autorka se vrací k Woolfové a diskutuje anonymitu obětí na koloniálních fotografiích. Zmiňuje práce Lewise Hinea, který dokumentoval pracovní podmínky dětí, a fotografy, kteří vytvářeli propagandistické snímky během druhé světové války. Zabývá se otázkou cenzury a zneužívání obrazů v autoritářských režimech, poukazujíc na to, jak fotografie může být zneužita jako nástroj kontroly.

### Pátý esej
Umění versus realita. Pátý esej se zabývá estetickým rozměrem fotografie. Sontagová tvrdí, že estetika fotografie by neměla být zavrhována, protože její krása může vyvolat hlubší reflexi i soucit. Analyzuje práce Sebastiãa Salgada, známého svými snímky sociálních krizí, migrací a chudoby, a zmiňuje také bitevní malby Leonarda da Vinciho, které zdůrazňují historickou snahu zachytit násilí a tragédii v umění.

### Šestý esej
Proč se díváme na obrazy násilí? Esej zkoumá lidskou fascinaci násilím. Sontagová cituje filozofy, jako jsou Platón a Georges Bataille, a zamýšlí se nad tím, zda pohled na obrazy brutality dokáže posítil empatii, nebo naopak otupit citlivost vůči násilí. V této kapitole kritizuje tvorbu Joela-Petera Witkina, jehož provokativní styl zkoumá téma smrti a tělesnosti. Zmiňuje Guernicu od Pabla Picassa, kterou používá jako příklad toho, jak umělecká zobrazení tragédie mohou nejen vyvolat silnou emocionální odezvu, ale stát se i symbolem odporu proti násilí.

### Sedmý esej
Média a jejich vliv na paměť. V této části Sontagová přehodnocuje své dřívější názory z díla O fotografii. Diskutuje, jak média ovlivňují schopnost pamatovat si, a zkoumá, jak opakované zobrazování násilí může vyvolat buď apatii, nebo morální angažovanost. Autorka analyzuje vliv moderních médií na kolektivní paměť, a zmiňuje práce Dorothey Lange, která dokumentovala Velkou hospodářskou krizi v USA. Podle Sontagové tyto fotografie nejen zachycují historické události, ale také formují schopnost porozumět minulosti a vytvářejí kolektivní povědomí o utrpení.

### Osmý esej
Paměť a zapomnění. Osmý esej zdůrazňuje klíčový význam vzpomínek na utrpení. Sontagová upozorňuje, že přílišné vzpomínání může vést k hořkosti a prodlužování konfliktů, zatímco určitá míra zapomnění je nezbytná pro smíření a budování míru. V této kapitole řeší otázky historické paměti a zmiňuje Edwarda Steichena, jehož snímky sjednotily výstavu Lidská rodina (The Family of Man). Zamýšlí se nad tím, jak mohou fotografie posilovat,ale zároveň i oslabovat schopnost si pamatovat válečné události.

### Devátý esej
Může obraz změnit svět? Závěrečná kapitola zkoumá, zda mohou fotografie utrpení skutečně inspirovat k činům proti válce. Sontagová dochází k závěru, že samotné obrazy nestačí – klíčová je kritická reflexe a aktivní zapojení diváků. Zaměřuje se na vliv kinematografie a fotografie na vědomí. Věnuje se práce Chrise Markera, dokumentárního režiséra, a srovnává je s velkými instalacemi moderních umělců, jako je Bill Viola, aby ukázala, jak umění může inspirovat k zamyšlení nad stavem světa a možnostmi změny.